# محمية عميق

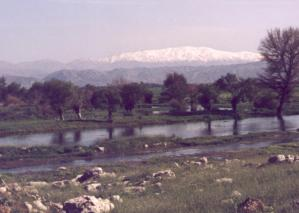
أراضي عميق الرطبة

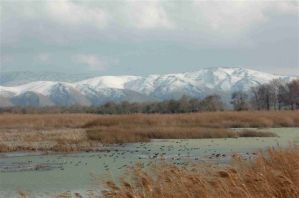
المنطقة في فصل الشتاء

محمية عميق  أكبر الأراضي الرطبة المتبقية في لبنان، وهي مكونة من بقايا مستنقعات وبحيرات كانت موجودة في وادي البقاع، وقد تم تصنيفها كمنطقة مهمة للطيور في الشرق الأوسط من قبل جمعية الطيور العالمية عام 1994، كما تم تضمينها في دليل الأراضي الرطبة في الشرق الأوسط بواسطة الاتحاد العالمي للحفاظ على الطبيعة ومواردها في العام 1995 بالإضافة إلى اتفاقية رامسار كموقع رقم 978 عام 1999. وفي العام 2005، تم إعلانها هي ومحمية أرز الشوف كمحمية محيط حيوي من قبل اليونسكو.

## وصف المحمية
تقع هذه الأرض السبخة على واحدة من أهم طرق الطيور المهاجرة في العالم، حيث أنه يوجد ما يزيد عن 250 نوع من الطيور جرى تسجيلها في المنطقة مثل: عقاب سعفاء كبرى والعقاب الملكي الشرقي والعويسق. كما أن السجلات تشمل أنواع من الطيور المهددة بالانقراض مثل: الشنقب الكبير والبطة الحديدية والمرزة الباهتة. بالإضافة إلى التنوع الكبير للطيور في المنطقة، هناك مجموعة واسعة من الحيوانات تعيش في المستنقع وحوله، وقد تم تسجيل 23 نوعًا من الثدييات بما في ذلك وشق المُستنقعات والقضاعة الأوراسية. كما تم تسجيل خمسة أنواع من البرمائيات واثني عشر نوعًا من الزواحف، وتم العثور على ثلاثة وخمسين نوعًا من الفراشات في المنطقة بواسطة مسح أسبوعي جرى لمدة عامين. تقع الأرض الرطبة على بعد 7 كم جنوب غرب مدينة قب الياس على الطرف الشرق لجبل لبنان. وتغطي المنطقة الرئيسية المكونة من القصب وبرك مفتوحة مساحة 253 هكتارًا وتمتد شرقًا من سفوح الجبال إلى نهر الليطاني على شكل شريط طويل. توفر الأمطار والثلوج المتساقطة على قمة جبل الباروك في الغرب المياه للأرض الرطبة، وتتساقط معظم كميات الأمطار بين شهري كانون الأول وآذار لتنزل إلى باطن الأرض بسرعة عبر طبقات الحجر الجيري في الجبال، ثم لتظهر على شكل ينابيع في قاع الوادي. تمتاز هذه المياه بنقائها لأنها لم تتعرض للتلويث بسبب الأسمدة الزراعية والمبيدات الحشرية وغيرهما. في السنوات السابقة، جفت المستقعات بحلول منتصف شهر تموز باستثناء عدد قليل من البرك والقنوات العميقة، ولم تُملأ مرة أخرى حتى شهري كانون الثاني وشباط. وقد ساهم تدخل منظمة A Rocha البيئية في تقديم تقنيات لتحسين الوضع مثل قليل ضخ المياه لري الأراضي الزراعية القريبة وزراعة المحاصيل التي لا تحتاج الكثير من كميات المياه، وقد ساعد هذا التدخل على بقاء الأرض رطبة طوال العام. أدى ذلك إلى زيادة ملحوظة في إمضاء طيور الماء لفصل الشتاء في المنطقة وزيادة وضعها للبيض منذ العام 2002. تحيط بالمياه المفتوحة والقصب مراعي وعرة وأراضي مزروعة وقنوات تصريف المياه وأشجار، وكل هذا يزيد من التنوع في المنطقة. على المنحدرات الجبلية القريبة، توفر المناطق الشجرية الصغيرة والشجيرات الصخرية تنوعًا أكثر من ناحية الأنواع المتواجدة. خلف قرية عميق القريبة، توجد غابات يوجد بها نقار الخشب السوري والنَعّار السوري. وفي فصلي الربيع والصيف، تعد سفوح التلال الشجرية موطنًا متنوعًا لطيور الدرسة والأبلق والدخلة والدقنوش. في حين تستضيف المضائق الصخرية طيور كاسر الجوز والبوهة الأوراسية. وتشمل الثدييات الموجودة السنجاب القوقازي والقط البري والخنزير البري والشيهم المتوج الهندي.

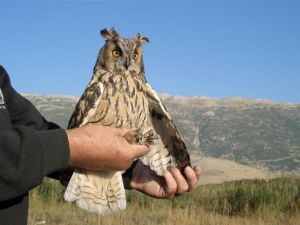
بومة طويلة الأذن

تجري عملية إعلان أرض عميقة الرطبة وبعض المناطق المحيطة بها محمية وطنية، وتشارك الأسرة المالكة للأرض بشكل كامل في الحفاظ على هذا النظام البيئي المهم، ويجري الآن وضع خطط أولية لتطوير منطقة السياحة البيئية.

## الدراسات العلمية
منذ تأسيس منظمة A Rocha البيئية في لبنان في العام 1996، تم إجراء العديد من الدراسات العلمية وتم تعلم الكثير عن الحياة النباتية والحيوانية في لبنان وخاصة في منطقة البقاع الغربي. أجريت البحوث على شكل دراسات أولية ومشاريع طويلة الأجل وبرنامج رصد مستمر، وتم تنفيذ العديد من المشاريع البحثية قصيرة الأجل مما أدى إلى زيادة هائلة في قدر المعرفة المتعلقة بحياة الطيور في لبنان، مثل: مسح الطيور المهاجرة في الخريف (1998) ومسح الطيور على المنحدرات الجبلية في أعالي منطقة عميق (1999/2000) ودراسة الطرق التي تسلكها الطيور الجارحة المهاجرة في فصل الخريف وغيرها من الطيور في لبنان (2000). وقد تم إجراء العديد من الدراسات الأثرية في منطقة عميق بما في ذلك تحليل اللقاح.

## الحياة الحيوانية
الثدييات: إنّ الأوصاف التالية لثدييات منطقة عميق تم تسجيلها من قِبل منظمة A Rocha البيئية في منطقة عميق من العام 1997 وما بعده. إنّ المنطقة المغطاة لا تشمل فقط الأراضي الرطبة في قاع الوادي، ولكنها تشمل أيضًا الأراضي الزراعية المجاورة ومنحدرات جبل الباروك. بالإضافة إلى هذا، من الممكن وجود أنواع أخرى من الثدييات لم يتم تحديدها. ومن الثدييات المهمة هي القضاعة الأوراسية التي تم الإبلاغ عن وجودها في منطقة الأراضي الرطبة في عميق قبل العام 1975، وقد تم تأكيد ظهورها مرة أُخرى في شهر حزيران عام 2003. تم إحضار جواميس الماء إلى المستنقع من أجل الحفاظ على صحة الغطاء النباتي والمستنقع نفسه، لأن جاموس الماء يرعى في الأراضي الرطبة بشكل أكثر فاعلية من غيره من الحيوانات العاشبة. تضمنت الثدييات التي جرى تسجيلها في المنطقة: القنفذ الجنوبي أبيض الصدر وأرنب الصحراء البري
والسنجاب القوقازي والشيهم المتوج الهندي والذئب الرمادي والثعلب الأحمر والقضاعة الأوراسية والغرير الأوروبي والضبع المخطط والغزال الجبلي الخنزير البري.

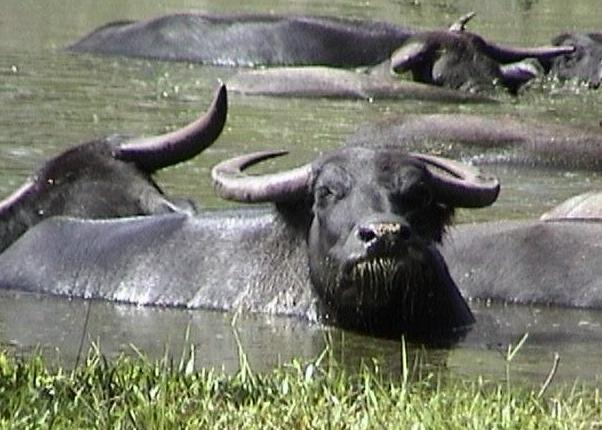
جاموس الماء
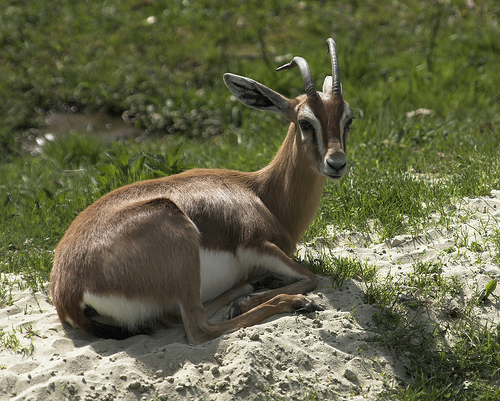
الغزال الجبلي
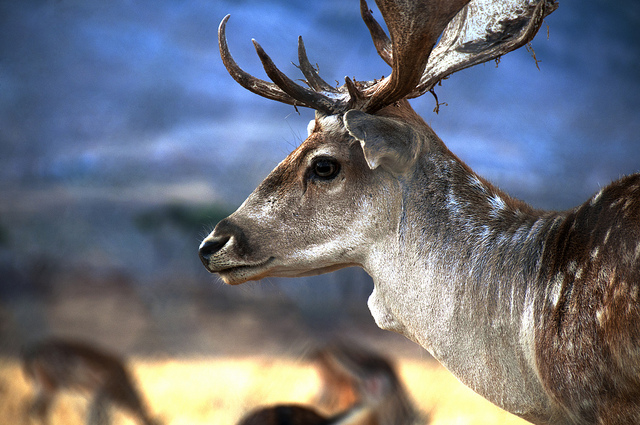
الأيل الاسمر الأوروبي
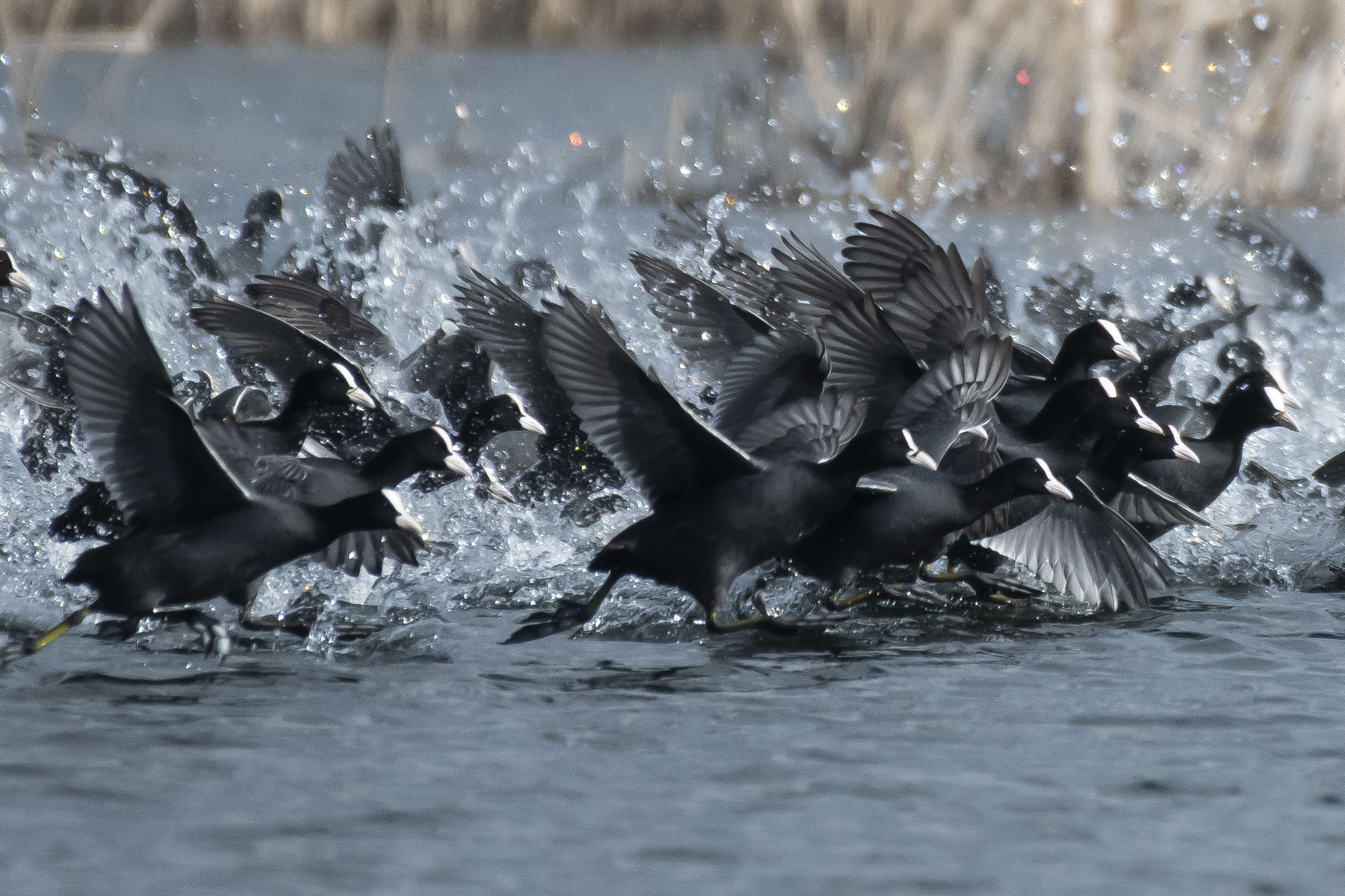
سرب من غرة أوراسية يركض بعيدًا عن الماء في محمية عميق

الطيور: تم تسجيل قرابة 260 نوع من الطيور في منطقة عميق بواسطة منظمة A Rocha أو بواسطة أشخاص عاملين مع المنظمة منذ العام 1996 وصاعدًا. لا تضم منطقة عميق فقط الأراضي الرطبة في قاع الوادي، ولكنها تشمل أيضا على الأراضي الزراعية المجاورة والمنحدرات الصخرية المشجرة لجبل الباروك. لا يعطى تعداد الطيور هذا أي فكرة عن وفرتها أو حالتها، حيث أن بعضها مقيم في المنطقة والآخر مهاجر. ومن هذه الطيور اللقلق الأبيض وعقاب سعفاء صغرى، والتي قد تمر فوق عميق في جماعات مكونة من مئات الأعداد. وهناك أنواع طيور أخرى تمر بأعداد أصغر، وهي: الغاقة القزم والبَجَعة البيضاء الكبيرة والنحام الأكبر والبطة الحديدية والعقاب النسري والعقاب الأسود والشاهين الكركي الشائع والحمام الجبلي.

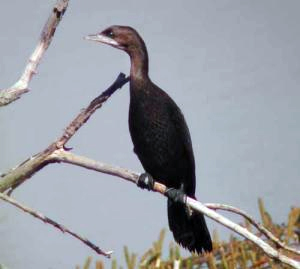
الغاقة القزم
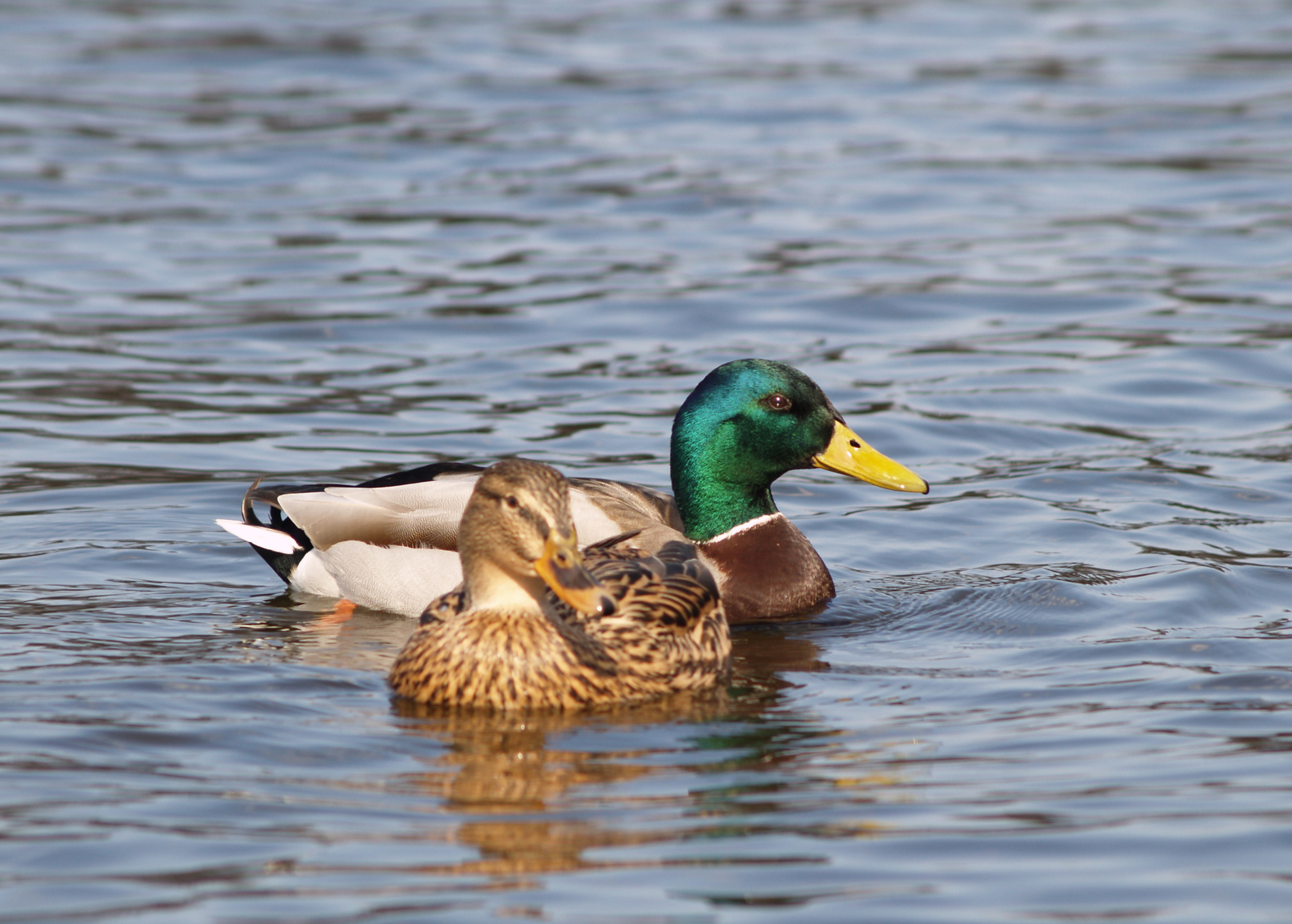
البط البري (ذكر وأنثى)
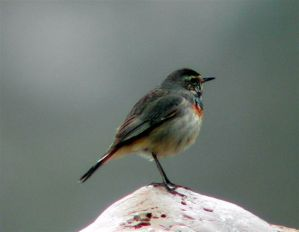
هزار أزرق الزور
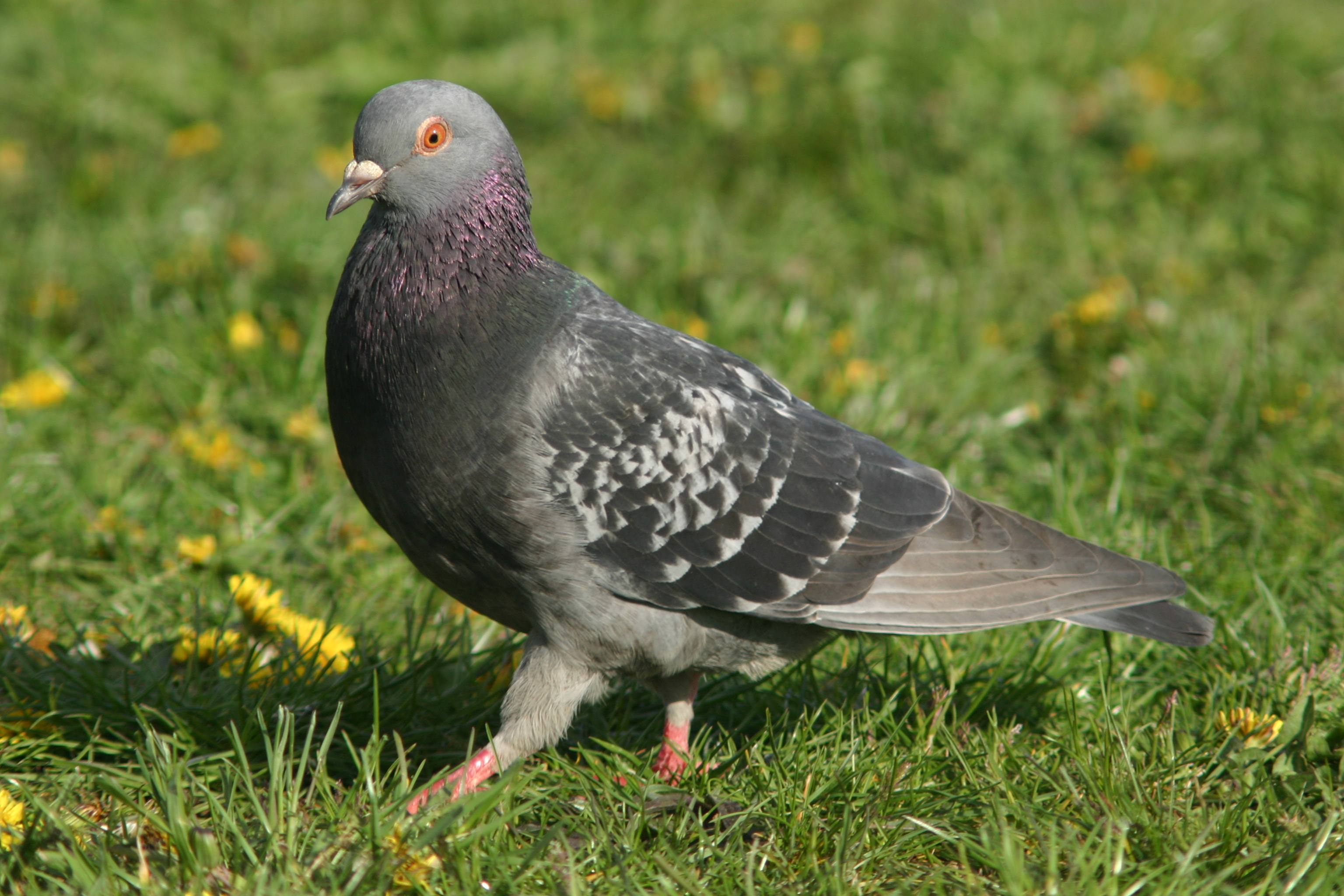
الحمام الجبلي

البرمائيات والزواحف: تم تسجيل البرمائيات والزواحف المذكورة أدناه في منطقة عميق إما من قبل منظمة A Rocha أو أشخاص يعملون معها من عام 1996 فصاعدًا. بالإضافة إلى الأنواع الأخرى المذكورة، لا تشمل منطقة عميق فقط الأراضي الرطبة في قاع الوادي والتي هي غنية جدًا بالزواحف، ولكنها تشمل أيضًا الأراضي الزراعية المجاورة والمنحدرات الصخرية لجبل الباروك. يعرف علم الزواحف والبرمائيات على أنه دراسة لهذه الأنواع، ولم يتم حتى الآن إجراء مسح منهجي متخصص للمنطقة من قبل المنظمة. وهناك العديد من الأنواع غير المتعارف عليها والموجودة في المنطقة، وتشمل هذه الأنواع: العلجوم الأخضر الأوروبي والجزاع الأخضر والسحلية الخضراء وثعبان الدودة الأوروبية وأفعى بلاد الشام.

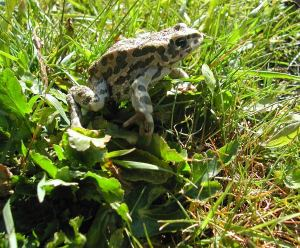
العلجوم الأخضر الأوروبي
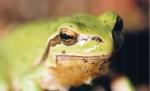
ضفدع شجر البحر المتوسط

العث والفراشات واليعسوب:  كما هو الحال بالنسبة للمجموعات الأخرى، فإن عث منطقة عميق غير معروفة بدرجة كبيرة. تعتبر الأنواع المسجلة أدناه غير مكتملة ومؤقتة على الرغم من أن المنطقة غنية بالفراش. سجلت منظمة A Rocha عدة سجلات جديدة للأنواع منذ عام 1998 مثل: فراشة الرخام والفراشات خطافية الذيل ومذناب اللوز وفراشة أبولو وفراشة أبو دقيق الملفوف وفراشة أبو دقيق النمر والفراشة الزرقاء ذات الذيل الطويل.

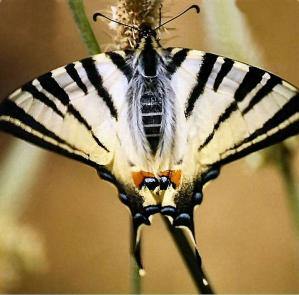
مذناب اللوز

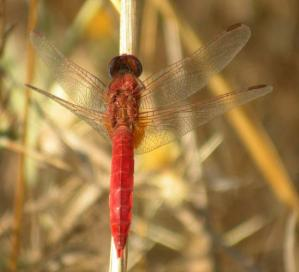
اليعسوب القرمزي

تشمل منطقة عميق أيضًا على تنوع مدهش من اليعاسيب التي يمكن تقسيمها إلى مجموعتين هما زايتيبيرا (مقترنات الأجنحة) وانيزوترا (الحشرات التي يشار إليها عادة باليعسوب)، وتشمل الأنواع: مقترنات الأجنحة اللازوردية ومقترنات الأجنحة زرقاء الذيل واليعسوب الإمبراطور واليعسوب الجنوبي واليعسوب القرمزي.

## التعليم البيئي
تدير منظمة A Rocha في لبنان برنامج التعليم البيئي في منطقة الأراضي الرطبة في عميق منذ العام 1998، ويستهدف هذا البرنامج طلاب المدارس والجامعات، وقد شهد قرابة 6000 شخص. يرتبط البرنامج بالمناهج الوطنية للمدارس اللبنانية، ويوفر للطلاب فرصة التعلم على النظم الإيكولوجية للأراضي الرطبة بشكل مباشر. يعد التعلم في الفصل الدراسي مهمًا، ولكن الزيارة التعليمية للمستنقع تهدف إلى تزويد الطلبة بتجارب عملية تجعلهم يقدرون جمال وفرادة هذه البيئة البديعة.

## معرض الصور

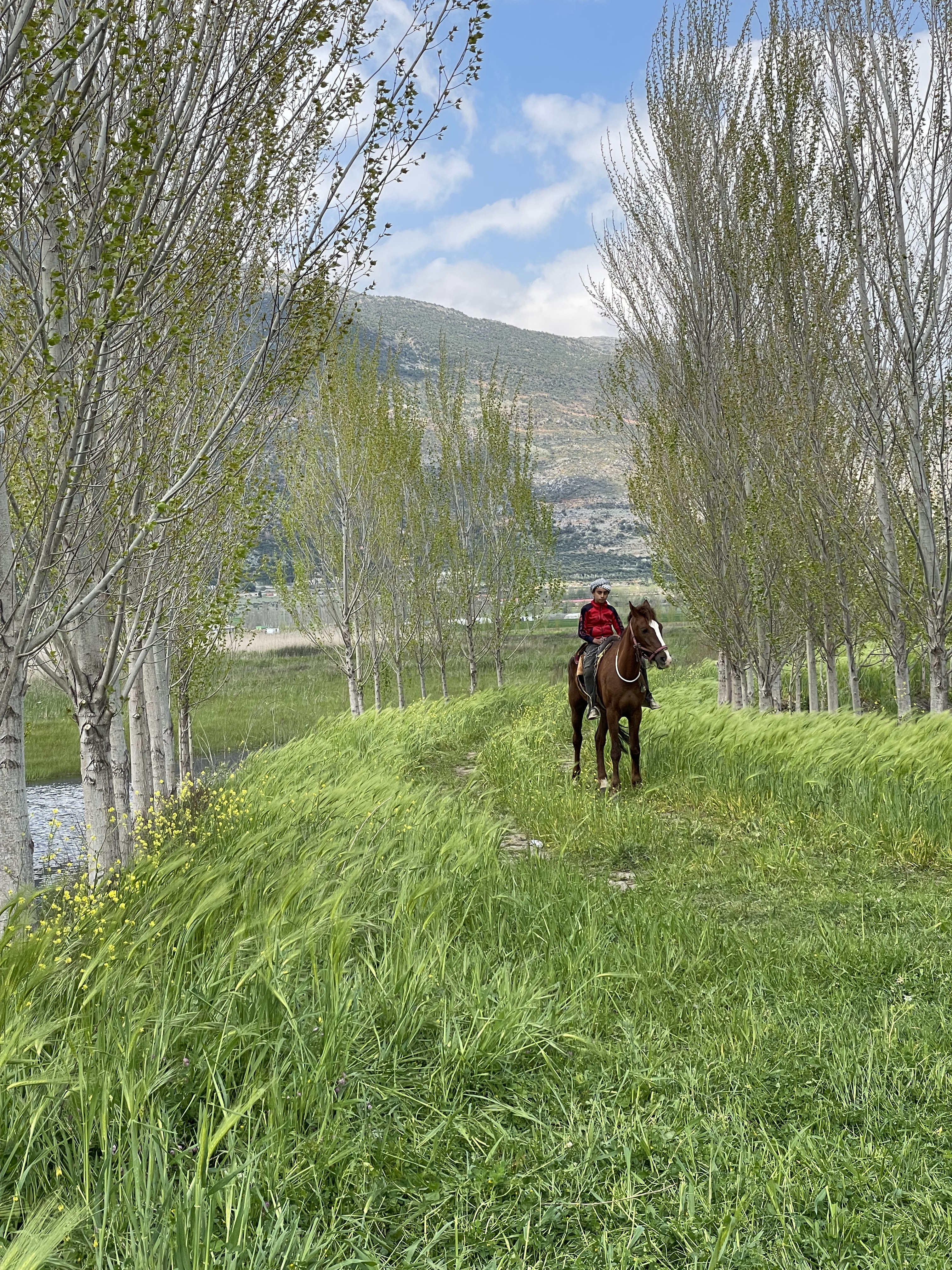
تعد المحمية موطنًا للخيول والجاموس والحيوانات الأخرى
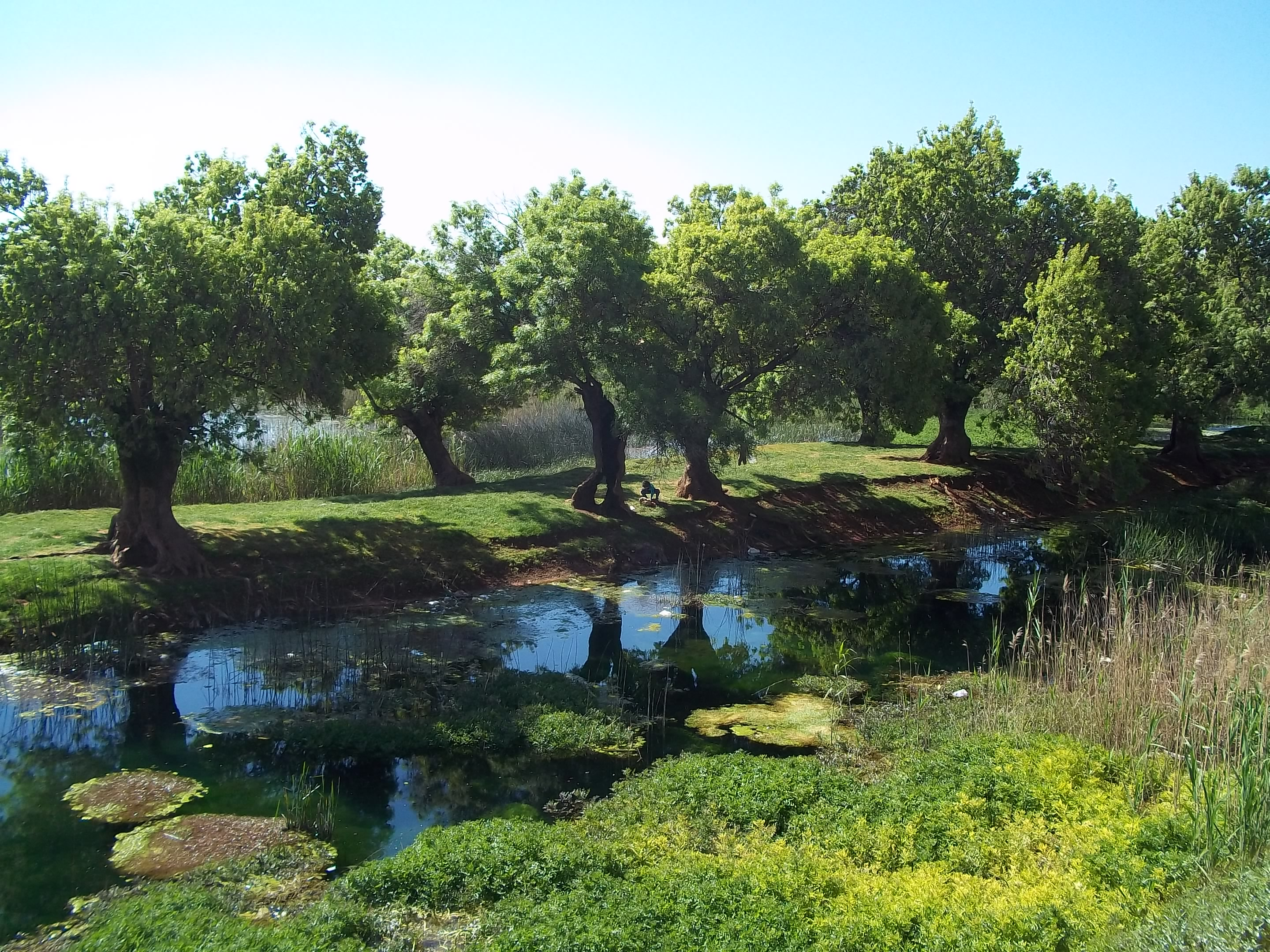
الأراضي الرطبة في عميق
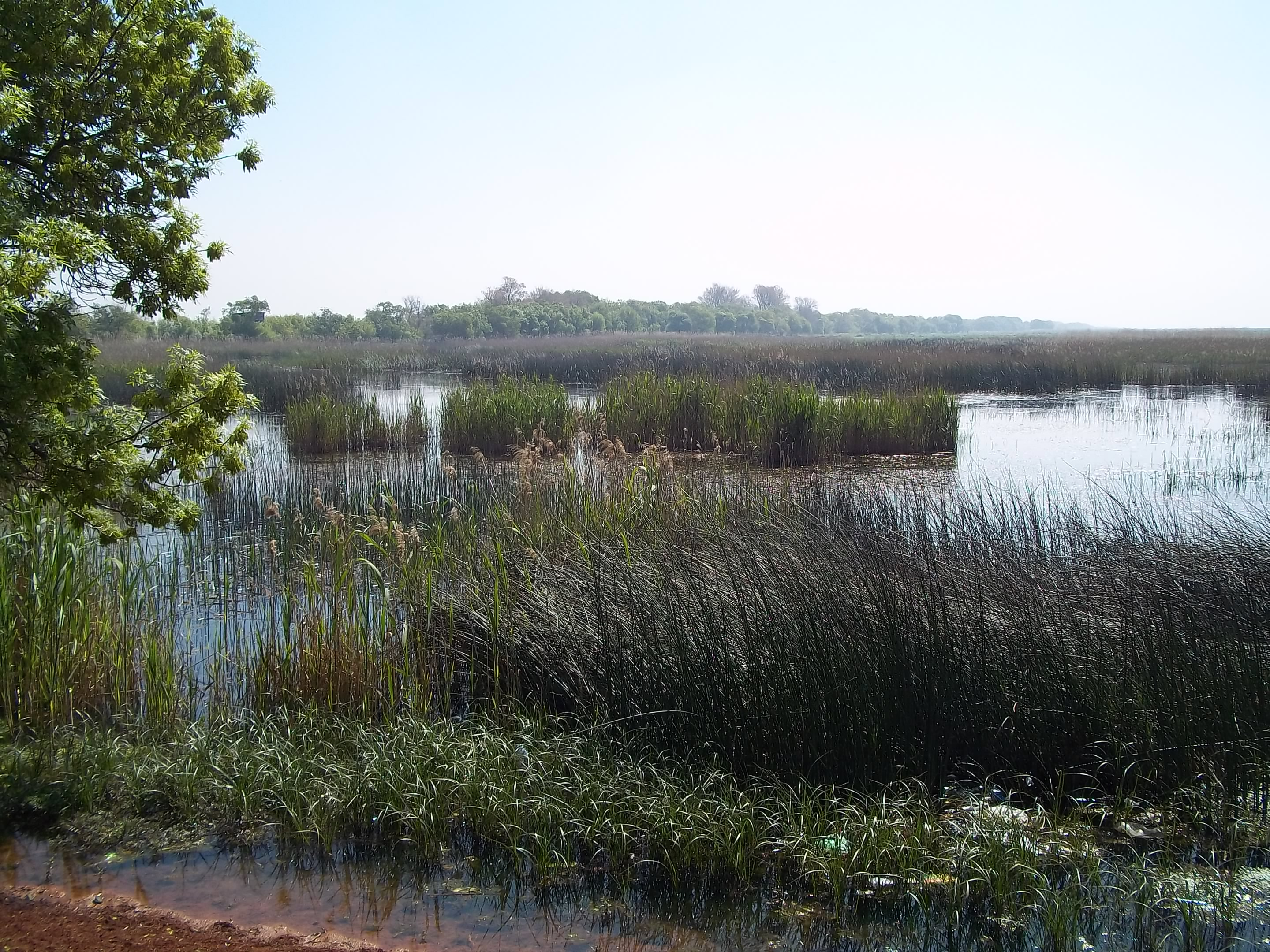
الأراضي الرطبة في عميق
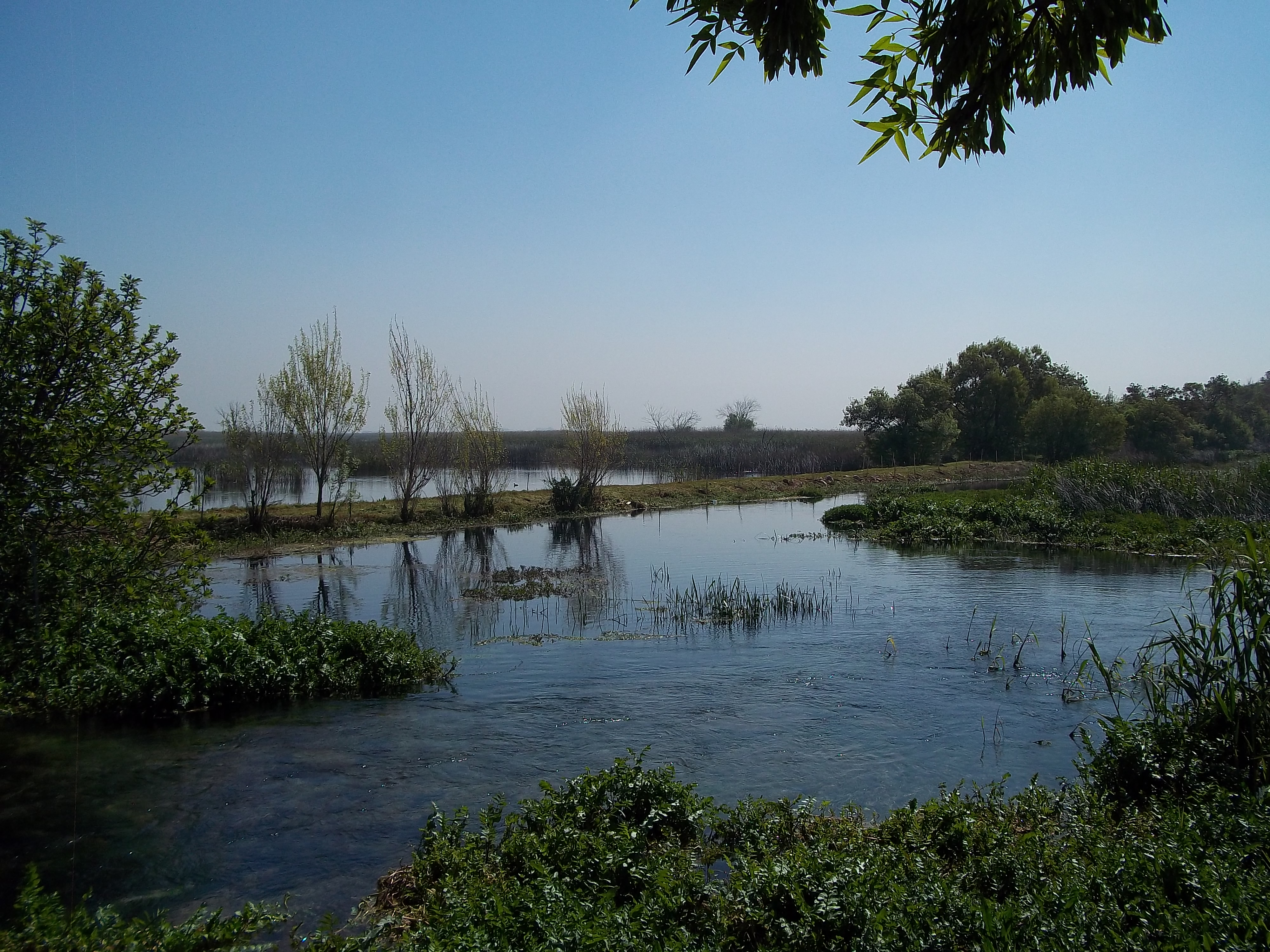
الأراضي الرطبة في عميق
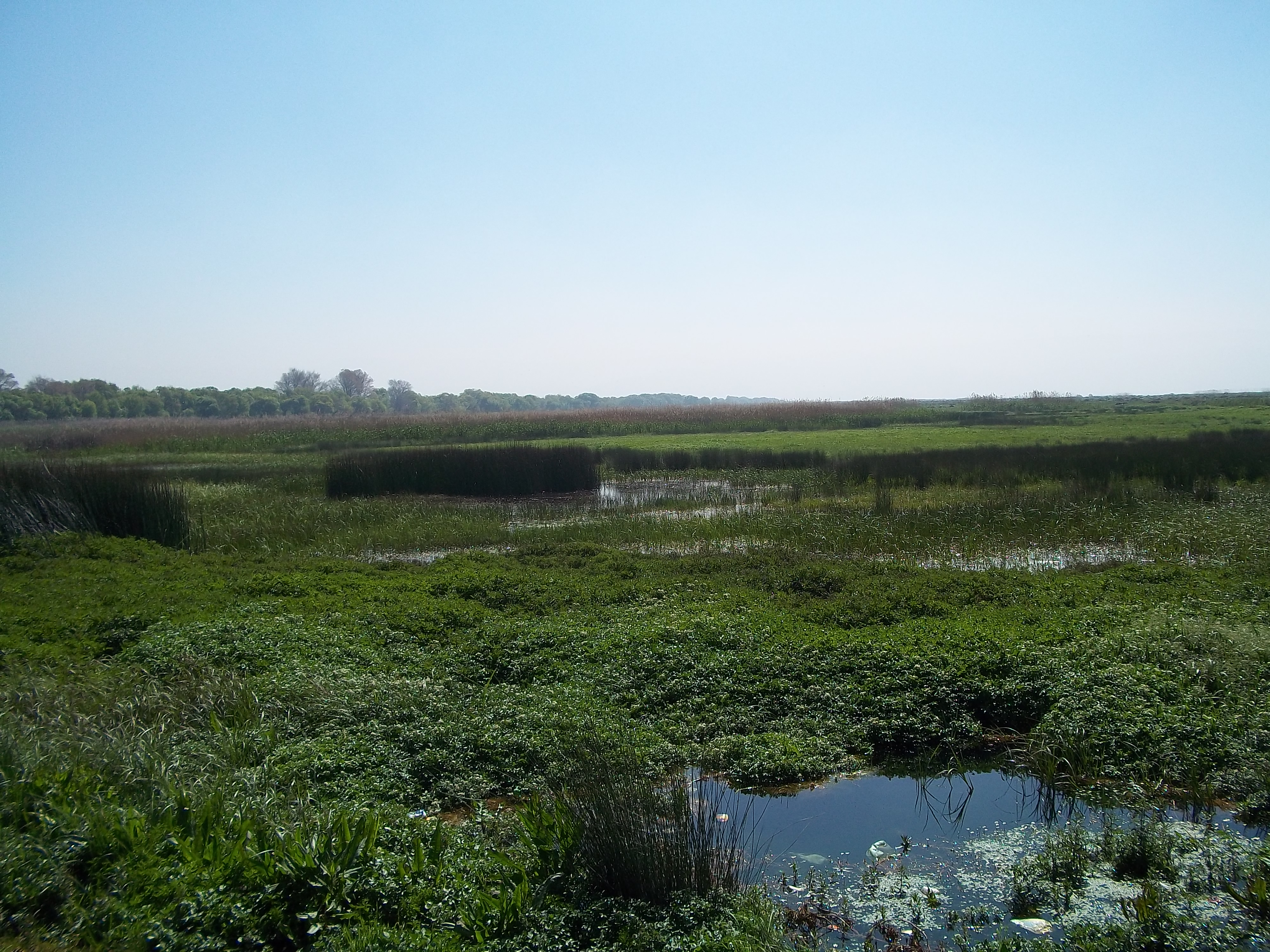
الأراضي الرطبة في عميق

## روابط خارجية
- official A Rocha Lebanon website
- Location on Wikimapia